# 屈恩
屈恩（？—），女，汉族，中华人民共和国政治人物。现任香港恒誉有限公司董事、总经理，河北省侨联副主席，香港河北联谊会荣誉会长。第十三、十四届全国政协委员。